# Pädagogische Akademie Elbing
Die Pädagogische Akademie Elbing war eine Pädagogische Akademie des Freistaats Preußen, die von 1926 bis 1933 in Elbing in der Provinz Ostpreußen bestand, zu welcher der Regierungsbezirk Marienwerder gehörte. Als Hochschule für Lehrerbildung bestand sie in der Comeniusstraße weiter bis 1941. Der Gebäudekomplex in der Straße Jana Amosa Komeńskiego 39 existiert noch und wird gegenwärtig als Technikum genutzt.

## Geschichte
In Preußen wurden seit 1926 Pädagogische Akademien gegründet, die der Ausbildung von Volksschullehrern durch ein viersemestriges Studium dienten. Sie traten an die Stelle der bisherigen 191 Lehrerseminare Preußens. In diesem Rahmen nahm zum 1. April 1926 die Pädagogische Akademie Elbing im Gebäude des ehemaligen Lehrerseminars (Hindenburgstraße/Comeniusstraße) ausschließlich evangelische Studenten auf. Die Gründungsreden standen im Zeichen der revisionistischen Grenzlandpolitik gegen Polen. Ein moderner Erweiterungsbau konnte 1930 fertiggestellt werden.
Der Gründungsdirektor war Karl Weidel, ab 1927 als Professor für Pädagogik und Philosophie berufen, doch bereits 1929 an die neue PA Breslau weggegangen. Sein Nachfolger wurde zunächst bis 1931 Wilhelm Friedrich (1881–1958), darauf noch 1932 Otto Haase, den der NS-Staat bereits 1933 absetzte und durch den Volkskundler Karl Plenzat ersetzte. Doch auch dieser wurde 1936 abgesetzt und durch den Nationalsozialisten Karl Danzfuß ersetzt.
Eine weitere Professur für Philosophie erhielt 1926 Georg Morgenstern, dem 1932 Hans Bohnenkamp folgte. Der Regionalhistoriker Edward Carstenn lehrte Geschichte seit 1926 bis zum Weltkrieg, Geschichte und Staatsbürgerkunde vertrat ab 1931 der religiöse Sozialist Karl Thieme, der 1933 entlassen wurde. Von 1931 bis 1934 lehrte die Psychologin Hildegard Hetzer bis zu ihrer Entlassung 1934, die Sozialpädagogin Elisabeth Siegel von 1932 bis zur Entlassung 1933, Karl Merkel praktische Pädagogik bis 1933. Der sozialliberale Sportausbilder Emil Gossow verlor seine Professur ebenso wie die Biologin Helene Ziegert. Hans Haffenrichter lehrte von 1931 bis 1933 Kunst, Konrad Ameln 1931 kurze Zeit die Musik.
In der Musik folgte in der NS-Zeit der NS-nahe Karl Danzfuß. Gerhard Bohne vertrat kurzfristig die ev. Theologie vor 1933. 1933 wurde die Akademie in eine Hochschule für Lehrerbildung umbenannt, die 1941 zur Lehrerinnenbildungsanstalt herabgestuft wurde. Mit Werner Radig, Ernst Dobers und Kurt Higelke, ferner dem Geografen Willi Walter Puls und dem Biologen Paul Brohmer (ab 1940) wurden rassistische Wissenschaftler und Pädagogen tonangebend. Richard Würpel lehrte ab 1935 Kunst, Heinrich Wolfrum Geschichte.